# Pin Crespo
Pin Crespo –pseudònim de Pilar Crespo Domènech– (Barcelona, 12 d'octubre de 1921 — Ciutat de Mèxic, 26 de març de 1978) fou una actriu catalana, exiliada a Mèxic després de la Guerra Civil espanyola i naturalitzada mexicana.

## Biografia
Filla de l'esmaltador Ricard Crespo, treballà com a funcionària de la Generalitat republicana, essent secretària particular del conseller Joan Comorera.
El 1940 s’exilià a Mèxic i es casà amb Avel·lí Artís-Gener, Tísner, el 17 de setembre de 1941, matrimoni que durà poc. Escriví contes en català que publicà en revistes de l'exili, i fou guardonada als Jocs Florals de la Llengua Catalana.
Com a actriu teatral, actuà, entre d'altres, en els escenaris del Teatro Latino i el Teatro del Caballito, amb obres com La heredera, que estigué dos anys en cartell o Una esfinge llamada Cordelia. Al Teatro Español de México interpretà el personatge de Melibea, de La Celestina. Debutà en el cinema mexicà el 1946 amb el film Contra la ley de Dios, d'Adolfo Fernández Bustamante, al qual seguiren una quinzena de pel·lícules, algunes de les quals dirigides pel seu segon marit, Alejandro Galindo. A la dècada dels seixanta tingué també alguna intervenció en televisió.

## Filmografia
- 1946ː Contra la ley de Dios, d'Adolfo Fernández Bustamante
- 1947ː La Casa de la Troya, Carlos Orellana.
- 1948ː Cuando baja la marea, Alfonso Patiño Gómez; Barrio de pasiones, d'Adolfo Fernández Bustamante; Esquina, bajan...!, d'Alejandro Galindo
- 1949ː La virgen desnuda, Miguel Morayta Martínez.
- 1954ː Maternidad imposible, Emilio Gómez Muriel.
- 1957ː ¡Manos arriba!, d'Alejandro Galindo.
- 1958ː México nunca duerme, d'Alejandro Galindo; La vida de Agustín Lara, Alejandro Galindo.
- 1959ː La vida de Agustín Lara, d'Alejandro Galindo; México Nunca Duerme, d'Alejandro Galindo
- 1960ː Mañana serán hombres, d'Alejandro Galindo.
- 1961ː Senda prohibida, d'Alfredo B. Crevenna